# Franciszka Krasińska
Franciszka Krasińska (9 mars 1742 à Maleszowa - 30 avril 1796 à Dresde) est une aristocrate polonaise et l'épouse de Charles-Christian de Saxe, duc de Courlande, fils du roi Auguste III de Pologne.

## Biographie
Franciszka Krasińska, née dans le domaine familial de Maleszowa, est la troisième des quatre filles du comte Stanisław Krasiński (1717-1762) et d'Aniela Humięcka.
Les Krasiński fréquentent la cour royale de Varsovie, où la jeune fille rencontre son futur mari, Charles-Christian de Saxe. Franciszka et Charles seraient tombés amoureux alors qu'elle n'a que 15 ans. En 1757, ils demandent à sa famille de soutenir leur projet de mariage. Son père et son oncle par alliance, le prince Antoni Lubomirski, soutiennent tous deux leur souhait, d'autant plus que Charles-Christian est sur le point de devenir duc de Courlande. Sa tante paternelle, la princesse Zofia Lubomirska, adopte quant à elle une attitude sobre et déclare que son frère et son mari "sont convaincus que sa fille régnera un jour. Je ne peux pas être d'accord avec ce qu'il écrit", car elle ne croit pas aux intentions honnêtes de Charles-Christian. De plus, selon elle, sa famille ne permettrait pas un tel mariage et il devra abandonner sa nièce .
Le 25 mars 1760, Franciszka Krasińska épouse finalement le prince Charles-Christian de Saxe. Même si elle est de naissance noble, elle n'appartient pas à une dynastie régnante ou médiatisée, et elle épouse donc Charles-Christian en secret. En conséquence, elle n’a pas le droit de partager son titre dynastique . Le couple a deux filles : Marie-Thérèse (née et morte en 1767) et Marie-Christine (1770-1851), grand-mère de Victor-Emmanuel II d'Italie .
Sa tante Zofia est désormais convaincue et exige, avec August Aleksander Czartoryski, que Charles-Christian reconnaisse ouvertement Franciszka comme son épouse légale. Après la mort du père de Franciszka en 1762, son oncle le prince Antoni Lubomirski, devient son tuteur légal, la jeune femme étant « officiellement célibataire », ainsi que celui de ses trois sœurs. En janvier 1764, pendant l'interrègne, Charles reconnaît officiellement le mariage et Zofia Lubomirska tente de négocier avec lui pour qu'il annonce sa candidature au trône polonais, ce qui aurait donné à Franciszka la chance de devenir reine, ce qu'il refuse .
Comme le jeune couple vit séparément, Franciszka Krasińska reste souvent avec son oncle et sa tante. Elle visite Varsovie avec sa tante pendant la confédération de Radom et l'accompagne lors d'un voyage en 1775 au domaine de Zofia à Opole, où Franciszka y retrouve Charles-Christian. Plus tard cette année-là, grâce à la persévérance de Charles-Christian et de ses partisans de la cour saxonne, le mariage est finalement reconnu, mais seulement comme un mariage morganatique - un concept étranger dans la république des Deux Nations où tous les nobles sont considérés comme membres d'une seule classe . L'empereur Joseph II accorde à Franciszka le titre de princesse . Franciszka et sa fille déménagent en Saxe pour vivre avec Charles-Christian dans son château. Le parlement polonais lui accorde aussi une rente .
Franciszka meurt le 30 avril 1796 à Dresde, probablement d'un cancer du sein.

## Fiction
Franciszka est le sujet d'un roman historique de Klementyna Hoffmanowa.